# Палфри, Уильям
Уильям Палфри (англ. William Palfrey; 24 февраля 1741, Бостон, Массачусетс — 1780, Атлантический океан) — американский участник войны за независимость.
Работал старшим клерком у Джона Хэнкока. Принимал активное участие в движениях, предшествовавших американской революции. В 1771 году побывал в Англии.
В июле 1775 года Уильям Палфри был назначен адъютантом генерала Чарльза Ли. В этой роли привлёк внимание генерала Джорджа Вашингтона, который был впечатлён его «поведением и активностью».
Во время войны за независимость в марте-апреле 1776 года служил адъютантом Джорджа Вашингтона, после чего Хэнкок договорился о его назначении генеральным казначеем Континентальной армии в чине подполковника. Служил на этой сложной должности более четырех лет.
Позже стал полковником.
В ноябре 1780 года единогласным решением Конгресса он был назначен генеральным консулом во Франции. На борту французского корабля отправился в Европу, больше о нём ничего неизвестно. Пропал в Атлантическом океане в декабре 1780 года.
Масон. В 1769 году был заместителем мастера ложи Святого Андрея, масонской ложи, основанной Великой ложей Шотландии в 1756 году.